# Téridő – ugróknak
A Téridő – ugróknak A sci-fi klasszikusai Ifj. Veress István szerkesztésében megjelent tudományos-fantasztikus novellaválogatás. A kötet az Urbis Könyvkiadó gondozásában jelent meg 2017-ben.

## A történetek
|  | Alább a cselekmény részletei következnek! |

| Téma             | Szerző               | Cím Első megjelenés                                                                                                  | Tartalom                                                                     |
| ---------------- | -------------------- | --- | ---------------------------------------------------------------------------- |
| PROLÓGUS         | Thomas F. Monteleone | Befejezett jelen (Present Perfect) Fantastic, 1974                                                                   | Egy sci-fi magazin szerkesztője kéziratokat olvas.                           |
| A TÉRIDŐ ISTENEI | William Tenn         | A Brooklyn-terv (Brooklyn Project) Planet Stories, 1948                                                              | Megváltozik-e valami egy időutazás következményeként?                        |
|                  | Harlan Ellison       | Jeffty ötéves (Jeffty is Five) The Magazine of Fantasy and Science-Fiction, 1977                                     | Egy kisfiú szokatlan módon őrzi a múltat.                                    |
|                  | Majumura Taku        | Fnifmum (Funifumamu) The Best Japanese Science Fiction Stories, 1989                                                 | Romantikus történet egy idegen lény szemszögéből.                            |
|                  | Robert Silverberg    | Miután a hősök hazatértek (After the Myths Went Home) The Magazine of Fantasy and Science-Fiction, 1969              | A mítoszok csodái életre kelnek.                                             |
| VILÁGOK HARCA    | Clifford D. Simak    | Jó estét, Mr. James! (Good Night, Mr. James!) Galaxy Science Fiction, 1951                                           | Egy pszichotikus lény elszabadul, sikerül-e megállítani?                     |
|                  | Robert Sheckley      | Hajnali hódító (Dawn Invader) The Magazine of Fantasy and Science-Fiction, 1957                                      | Nehéz feladat egy idegen világ leigázása.                                    |
|                  | Philip K. Dick       | Ha nem lenne Benny Cemoli (If There Were No Benny Cemoli) Galaxy Magazine, 1963                                      | A múlt az, ami egyszer már régen megtörtént. Vagy mégsem?                    |
|                  | René Rebetez-Cortes  | Az új őskor (La Nueva Prehistoria Y Otros Cuentos) Diana, 1967                                                       | A mágikus realizmus és a jövő spekulatív megközelítése.                      |
| ÁLLATI ELMÉK     | Gordon R. Dickson    | Delfin ösvény (Dolphin's Way) Analog Science Fact -> Science Fiction, 1964                                           | Sikerül-e a várva várt kapcsolatfelvétel?                                    |
|                  | Fritz Leiber         | Téridő – ugróknak (Space-Time for Springers) Star Science Fiction Stories, 1958                                      | Egy Gummitch nevű kiscica vágyai és gondolatai.                              |
|                  | Carol Emshwiller     | Irha (Pelt) The Magazine of Fantasy and Science-Fiction, 1958                                                        | Egy kutya és egy vadász túrája egy messzi bolygón.                           |
|                  | Brian W. Aldiss      | A századik zsoltár (Old Hundredth) New Worlds Science Fiction, 1960                                                  | Színes és szomorú vízió a Föld a távoli jövőjéről.                           |
| SZÉP ÚJ VILÁG    | Frederik Pohl        | Egy nap a lottóvásáron (Spending a Day at the Lottery Fair) The Magazine of Fantasy and Science-Fiction, 1983        | Népességszabályozás a véletlenre bízva.                                      |
|                  | Edmond Hamilton      | Milyen ott a Marson? (What's It Like Out There?) Thrilling Wonder Stories, 1952                                      | A második Mars-expedícióról hazatérő katona felkeresi társai hozzátartozóit. |
|                  | Manuel Van Loggem    | Párbábuk (Paarpoppen) Morgen, 1972                                                                                   | Erotikus történet a párválasztás nehézségeiről.                              |
|                  | Theodore Sturgeon    | Híreink következnek... (And Now the News...) The Magazine of Fantasy and Science-Fiction, 1956                       | MacLyle úr mániákusan imádta az újságokat és a hírcsatornákat.               |
| EPILÓGUS         | E. J. Stone          | Minden idők legjobb tudományos-fantasztikus története (The Greatest Science-Fiction Story Ever Written) Nature, 2010 | Mire képes egy kvantumszámítógép?                                            |

|  | Itt a vége a cselekmény részletezésének! |